# حصة المحمد الفوزان
حصه المحمد الفوزان، شاعره سعودية تنتمي لقبيلة عتيبة، ونشأتها كانت في قرية الخضيرا القريبة من بريدة.

## أبيات من شعرها
كانت موجودة في فترة ما قبل توحيد المملكة العربية السعودية، ولها أبيات من قصيدة عبرت فيها عن معاناتها من سفر ابنها مع العقيلات، يظهر في قصيدتها عمق معاناة الناس وقتذاك من صعوبة حياتهم الاقتصادية، واشتهرت تلك القصيدة فتداولها رواة الشعر الشعبي وتناقلتها أفواه الناس، ومما ورد فيها:

## وصلات خارجية
- مع الشرهان ح 104 سالفة وقصيدة الشاعرة حصة محمد الفوزان "غربة محمد "